# Queen II
Queen II és el títol del segon àlbum d'estudi del quartet anglès de música rock Queen, publicat el 8 de març de 1974. Va ser gravat als Trident Studios de Londres a l'agost de 1973, i va ser dirigit per Mike Stone. Originalment produït en format de Long Play en vinil, es va llançar per primera vegada l'any 1974. Ha estat citat com un "un pilar grandiós" del hard rock pel Rock and Roll Hall of Fame.
La conclusió de l'àlbum va coincidir amb la crisi del petroli de 1973 i per tant, les mesures d'estalvi d'energia van influir en el retard del llançament del disc durant diversos mesos a causa que la indústria del plàstic depèn en gran part de derivats del petroli.
El títol de l'obra denota amb nombres romans la seva posterioritat al primer àlbum del grup de títol homònim.

## Portada de l'àlbum
La fotografia de l'àlbum va ser presa per Mick Rock i va ser reutilitzada per la banda al llarg de la seva carrera; per exemple al vídeo de la cançó "Bohemian Rhapsody" o a "One Vision".
Els dos costats del LP original van ser nomenats com a “cara blanca" i "cara negre" (en comptes dels comuns cara “A” i “B”), amb les fotos corresponents de la banda vestida de blanc o en negre segons la cara de LP. També és de menció el fet que a la "cara A" es presenta la cançó "White Queen (As It Began)", i a la "cara B" "The March of the Black Queen".

## Interpretació
Com en el seu àlbum debut, Freddie Mercury va ser el compositor dominant. Ell va compondre i va arranjar la "cara A" del disc, va tocar el piano i el clavicèmbal (excepte a "Father to son", on toca Brian May) i una àmplia gamma de veus diferents. La "cara B" és molt diversa: quatre cançons van ser compostes per Brian May: una instrumental ("Procession"), les següents són cantades per Mercury ("Father To Son" i "White Queen"), la següent és cantada per May ("Some Day One Day") i l'última és cantada per Roger Taylor. John Deacon va tocar la guitarra acústica i el baix a tot el disc, excepte a les cançons "White Queen" i "Some Day One Day" que van ser realitzades per May amb una guitarra Hairfred que ell havia tingut des de la seva infantesa.

## Llançament i recepció
A Mojo ha estat catalogat com un dels 60 millors àlbums d'Elektra, estant just al lloc núm. 60. A més aquest àlbum ha estat inclòs al llibre 1001 Albums You Must Hear Before You Die.
"Considerant l'abús que hem tingut últimament, em sorprèn que el nou àlbum s'hagi fet tan bé. Suposo que és bàsicament que a l'audiència li agrada la banda... Vam tenir tants problemes en aquest àlbum, possiblement masses, però quan el vam acabar ens vam sentir realment satisfets. Immediatament vam tenir males crítiques, llavors em vaig anar a casa a escoltar-lo de nou i vaig pensar: «Déu, estaran ells en lo cert?». Però després d'escoltar-ho algunes setmanes després encara m'agradava. Jo crec que és bo. I seguirem aquest estil."
– Roger Taylor davant les crítiques de Queen II

## Llista de cançons
| Núm. | Títol                       | Composició | Durada |
| ---- | --------------------------- | ---------- | ------ |
| 1.   | «Procession»                | May        | 1:12   |
| 2.   | «Father to Son»             | May        | 6:15   |
| 3.   | «White Queen (As It Began)» | May        | 4:37   |
| 4.   | «Some Day One Day»          | May        | 4:23   |
| 5.   | «The Loser in the End»      | Taylor     | 4:04   |

| Núm. | Títol                              | Composició | Durada |
| ---- | ---------------------------------- | ---------- | ------ |
| 1.   | «Ogre Battle»                      | Mercury    | 4:11   |
| 2.   | «The Fairy Feller's Master-Stroke» | Mercury    | 2:42   |
| 3.   | «Nevermore»                        | Mercury    | 1:20   |
| 4.   | «The March of the Black Queen»     | Mercury    | 6:34   |
| 5.   | «Funny How Love Is»                | Mercury    | 2:51   |
| 6.   | «Seven Seas of Rhye»               | Mercury    | 2:50   |

| Núm. | Títol                                                            | Durada |
| ---- | ---------------------------------------------------------------- | ------ |
| 1.   | «"See What A Fool I've Been"» ((May) - original B-side)          |        |
| 2.   | «"Ogre Battle"» (('1991 Bonus Remix' per Nicholas Sansano))      |        |
| 3.   | «"Seven Seas of Rhye"» (('1991 Bonus Remix' per Freddy Bastone)) |        |

| Núm. | Títol                                          | Composició | Durada |
| ---- | ---------------------------------------------- | ---------- | ------ |
| 1.   | «Procession (Usual Version)»                   | May        | 1:14   |
| 2.   | «Father To Son (BBC Dec'73)»                   | May        | 6:13   |
| 3.   | «White Queen (Live At Hammersmith Odeon'75)»   | May        | 5:18   |
| 4.   | «White Queen (BBC Abril '74)»                  | May        | 4:44   |
| 5.   | «Ogre Battle (Hollywood Records Remix)»        | Mercury    | 3:22   |
| 6.   | «Ogre Battle (Live At Hammermith Odeon'75)»    | Mercury    | 5:02   |
| 7.   | «Ogre Battle (BBC Dec '73)»                    | Mercury    | 3:55   |
| 8.   | «Nevermore (BBC Abril '74)»                    | Mercury    | 1:25   |
| 9.   | «Soul Brother»                                 | Mercury    | 3:30   |
| 10.  | «Seven Seas Of Rhye (Hollywood Records Remix)» | Mercury    | 6:29   |
| 11.  | «Seven Seas Of Rhye (Wembley'86)»              | Mercury    | 1:18   |
| 12.  | «Seven Seas Of Rhye (Instrumental Remix)»      | Mercury    | 3:08   |

## Llistes de vendes
| Posicions    | Posicions      | Vendes   | Vendes       |         |
| País         | Millor posició | Setmanes | Certificació | Vendes  |
| ------------ | -------------- | -------- | ------------ | ------- |
| Regne Unit   | 5              | 29       | Or           | 350.000 |
| Noruega      | 19             |          |              |         |
| Japó         | 26             |          |              |         |
| Estats Units | 49             | 13       | Or           | 700.000 |

## Membres
| - Freddie Mercury: vocalista, piano, Clavicèmbal, Orgue. - Brian May: guitarra, Campanes a "The March of the Black Queen", Vocalista a "Some Day One Day", veu de fons i piano a "Father to Son". - Roger Taylor: Bateria, gong, marimba, vocalista a "The Loser in the End". - John Deacon: baix, guitarra acústica. | - Roy Thomas Baker: castanyoles a "The Fairy Feller's Master-Stroke". - Robin Cable: efectes de Piano (amb Freddie Mercury) a "Nevermore". |

## Reedició de 2011
El 8 de novembre de 2010, la companyia discogràfica Universal Music va anunciar una reedició remasteritzada i ampliada de l'àlbum que inclouria 5 bonus tracks que sortiria publicada finalment al maig de 2011. Aquest va ser el marc d'un nou contracte de gravació entre la Queen i Universal Music, fet que significava el final de l'associació de Queen amb EMI després de gairebé 40 anys. Tots els àlbums d'estudi de Queen acabarien estant remasterizats i reeditats.